# NGC 1027
NGC 1027 = IC 1824 ist ein 6,7 mag heller offener Sternhaufen mit einer Flächenausdehnung von etwa 15' im Sternbild Kassiopeia. Er ist rund 2.500 Lichtjahre vom Sonnensystem entfernt.
Das Objekt wurde am 3. November 1787 von Wilhelm Herschel entdeckt.